# Nikolai Grigorjewitsch Ljaschtschenko

Porträt Ljaschtschenkos, eingemeißelt in seinen Grabstein

Nikolai Grigorjewitsch Ljaschtschenko (russisch Николай Григорьевич Лященко; * 3. Maijul. / 16. Mai 1910greg. in Sima; † 10. Oktober 2000 in Moskau) war ein sowjetischer Armeegeneral und Held der Sowjetunion.

## Leben
Nikolai Grigorjewitsch Ljaschtschenko wurde in Sima in der heutigen Oblast Irkutsk geboren, wohin seine ukrainischen Eltern verbannt worden waren. Nach der Oktoberrevolution 1917 siedelte die Familie nach Kirgisistan über, wo Ljaschtschenko zunächst eine Arbeiterschule besuchte und später als Zureiter in einem Gestüt in Ananjewo, später in Prschewalsk arbeitete und in der Gewerkschaft aktiv war. Während des sowjetisch-chinesischen Grenzkriegs meldete sich Ljaschtschenko im Herbst 1929 freiwillig zur Roten Armee. Nach dem Ende des Konflikts wurde er zur Ausbildung an die Militärschule in Taschkent abkommandiert, die er unter Beförderung zum Leutnant 1932 erfolgreich abschloss. Während dieser Zeit war er auch an der Niederwerfung der Basmatschi beteiligt.
Er diente seit 1932 im Sibirischen Militärbezirk und kämpfte, inzwischen zum Major befördert, als Freiwilliger von Mai 1937 bis Oktober 1938 im Spanischen Bürgerkrieg auf Seiten der republikanischen Regierung. Nach seiner Rückkehr besuchte er einen Lehrgang an der Militärakademie „M.W. Frunse“. Seit Mai 1941 war er stellvertretender Regimentskommandeur im Militärbezirk Odessa. Im Großen Vaterländischen Krieg kommandierte er zunächst ein Schützenregiment und ab Mai 1942 eine Schützendivision. Als Divisionskommandeur war er an verschiedenen Operationen beteiligt, u. a. in Rostow am Don, bei der Sprengung der Blockade Leningrads, in den Kämpfen um Tallinn und in Ostpreußen. Für seine Verdienste bei der Rückeroberung Wyborgs wurde er 1944 zum Generalmajor befördert. Gegen Ende des Krieges kommandierte er die 90. Schützendivision (innerhalb der 2. Stoßarmee) der 2. Weißrussischen Front. In dieser Funktion erreichte er die kampflose Übergabe der Stadt Greifswald, deren Ehrenbürger er später wurde.

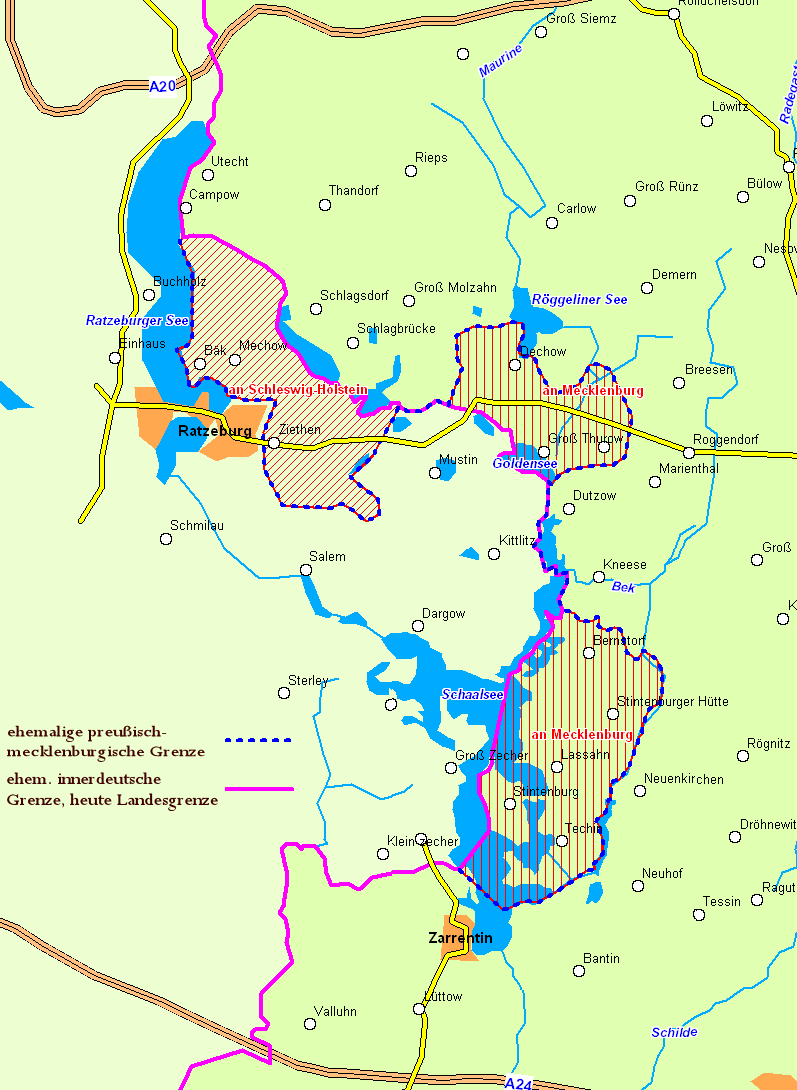
Karte zum Gebietstausch

Als Vertreter des sowjetischen Oberkommandos unterzeichnete Ljaschtschenko am 13. November 1945 das sogenannte Barber-Ljaschtschenko-Abkommen, in dem die Grenze zwischen der britischen und der sowjetischen Besatzungszone festgelegt und ein Gebietstausch zwischen Mecklenburg und Schleswig-Holstein vereinbart wurde.
Nach verschiedenen Verwendungen in der Armee und der Beendigung der Generalstabsakademie im Februar 1948 kommandierte Ljaschtschenko verschiedene Verbände, bevor er Anfang 1958 zum Ersten Stellvertreter des Kommandeurs des Turkestanischen Militärbezirks ernannt wurde. Diese Stellung behielt er bis November 1963 inne, als er zum Kommandeur des Militärbezirks Wolga ernannt wurde. Im Dezember 1965 kehrte er als Kommandeur des Turkestanischen Militärbezirks zurück, wo er bis August 1969 blieb, als er Kommandeur des Mittelasiatischen Militärbezirks wurde. Nach dem Ende seiner aktiven Dienstzeit im November 1977 war er in der Gruppe der Generalinspekteure des Verteidigungsministeriums der UdSSR tätig, wo er sich maßgeblich mit der vormilitärischen Erziehung befasste.
Ljaschtschenko war seit 1931 Mitglied der WKP(B)/KPdSU und seit 1966 Kandidat des Zentralkomitee der KPdSU. 1971 wurde er zum Vollmitglied des ZK und Abgeordneter des Obersten Sowjets.
Er wurde drei Mal mit dem Leninorden, mit dem Orden der Oktoberrevolution, viermal mit dem Rotbannerorden, dem Suworow-Orden II. Klasse, dem Kutusoworden II. Klasse, dem Orden des Vaterländischen Krieges I. Klasse, dreimal mit dem Orden des Roten Sterns und weiteren in- und ausländischen Auszeichnungen geehrt. Am 4. Oktober 1990 wurde er per Erlass des Präsidenten der Sowjetunion als „Held der Sowjetunion“ mit dem Goldenen Stern (Nr. 11628) ausgezeichnet.
Am 10. Oktober 2000 verstarb Ljaschtschenko in Moskau, wo er auf dem Kunzewoer Friedhof beigesetzt wurde.